# Roberto de Figueiredo Caldas
Roberto de Figueiredo Caldas (Aracaju, 29 de julio de 1962) es un abogado brasileño activista por los derechos económicos y sociales, experto en ética y derechos humanos, así como Derecho Constitucional y Laboral, socio del estudio jurídico Alino & Roberto e Advogados, con enfoque en la defensa de los derechos de los trabajadores. Se desempeñó como juez de la Corte Interamericana de Derechos Humanos, con mandato hasta el 2018, como vicepresidente de la misma en el bienio 2014-2015 y como presidente entre 2016 y 2017.

## Funciones nacionales e internacionales
Se graduó de abogado por la Universidad de Brasilia en 1984; con actuación en los Tribunales Superiores y en el Supremo Tribunal Federal de Brasil en defensa de trabajadores y ciudadanos.
Desde 2003 integra la Comisión Permanente de Derecho Laboral del Instituto de los Abogados Brasileños (IAB) y desde ese mismo año es miembro de la Comisión Nacional de Derecho y Reforma Laboral del Ministerio de Trabajo y Empleo de Brasil.
Fue miembro de la Comisión de Ética Pública de la Presidencia de la República (2006 a 2012), consejero del Consejo de Transparencia Pública y Combate a la Corrupción de la Controladoria General, vinculada a la Presidencia de la República (2007 a 2012), de la Comisión Nacional para la Erradicación del Trabajo Esclavo – CONATRAE – de la Secretaria de Derechos Humanos de la Presidencia de la República (2003 a 2007 y  2010 a 2013) y del Grupo de Reforma Laboral y Sindical del Consejo de Desarrollo Económico y Social de la Presidencia de la República (2003 a 2004).
En el ámbito de la Orden de Abogados del Brasil, entidad máxima de representación de los abogados brasileños, fue consejero federal, vicepresidente de la Comisión Nacional de Derechos Sociales (1999 a 2004), presidente y fundador de la Comisión de Combate al Trabajo Esclavo (2002 a 2004), miembro de la Subcomisión de Combate al Trabajo Esclavo de la Comisión Nacional de Derechos Humanos (2004 a 2006), presidente de la Comisión Nacional de Derechos Sociales (2007 a 2010), coordinador de da Coordinación de Combate al Trabajo Esclavo (2010 a 2013), secretario-general de la Comisión Nacional de Defensa de la República y de la Democracia (2010 a 2013) y miembro de la Comisión Especial de la Frente Parlamentar de los Abogados en la Cámara de Diputados de Brasil.
Integró la Comisión Mixta de la Reforma del Poder Judicial, que participó activamente de la creación de la Enmienda Constitucional nº 45/2004 que alteró en parte el texto de la Constitución de Brasil.
Desde el 2013 hasta la fecha, se desempeña como juez de la Corte Interamericana de Derechos Humanos de la Organización de los Estados Americanos. Integró esa misma Corte como juez ''ad hoc'' participando del juicio del Caso Escher , Caso Sétimo Garibaldi  y Caso Gomes Lund , también conocido como Guerrilla del Araguaia.

## Obras
Autor de Os Novos Horizontes do Direito do Trabalho – Homenagem ao Ministro José Luciano de Castilho Pereira. São Paulo: Ltr, 2005.
Publicó el capítulo A substituição processual pelos sindicatos como garantía constitucional: impulso do Supremo Tribunal Federal à coletivização do processo, in O Mundo do Trabalho,  libro coordinado por Hugo Cavalcanti Melo Filho y Platon Teixeira de Azevedo Neto. São Paulo: Ltr, 2009.
Publicó, en 2009, el artículo académico Direito à promoção da igualdade nas relações de trabalho, en el livro, Anais da XX Conferência Nacional dos Advogados.
Coautor de A Comissão Nacional da Verdade e a Lei Geral de Acesso à Informação, in Resgate da Memória da Verdade: Um direito Histórico, Um dever do Brasil. Brasilia: Secretaria de Direitos Humanos da Presidência da República, 2011.